# أشجار الفاصولياء
أشجار الفاصولياء هي أول رواية للكاتبة الأميركية باربرا كنغسولفر، نشرت عام 1988، وأعيد إصدارها من جديد عام 1998. وقد أتبعتها سولفر برواية " Pigs in Heaven". بطلة الرواية تدعى «تايلور جرير»، وهي مواطنة من ولاية كنتاكي. تغادر منزلها في رحلة متجهة غربًا، وتجد نفسها في ولاية أوكلاهوما بالقرب من محمية قبيلة شيروكي التي تضم امريكيين أصليين. ومع توقف تايلور هناك، تقترب منها امرأة فجأة، وتُودِع لديها طفلةً صغيرة ًو تغادر دون أيُ توضيح ولم تدري ماذا تفعل عندها، لكن تايلور تقرر رعاية الطفلة، وتَتتبع الرواية تجارب تايلور والطفلة، والتي أطلقت عليها تايلور اسم تيرتل أي السلحفاة. وتتبع الرواية مرحلة الطفولة المبكرة لتيرتل، وتتضمن مجموعة أخرى متنوعة من الشخصيات منها: لوآن وزميلتها في السكن والزوجان الغواتيماليان اسبرانزا واستيبان وماتي.

## الفكرة الرئيسة للرواية
تشير رواية أشجار الفاصولياء إلى مسألة حقوق الآباء والأبناء من أصل أمريكي.و ثمة قارئ واحد على الاقل يؤمن أن تتمة هذه الرواية أي الرواية الأخرى لكنغسولفر "Pigs in Heaven" جاءت كتابتها لتصحيح المفاهيم الخاطئة لدى الكاتبة سولفر في روايتها الأولى «أشجار الفاصولياء» بخصوص حقوق تبني الأطفال من سكان أميركا الأصليين. وفي الرواية مواضيع الحب والتربية التي تنبثق من العنف والفقر اللذين تواجهما الشخصيات.كما ينقل هذا الكتاب معاني رمزيةً متعددةً حول الأمومة المشتركة والحياة والموت والجمال.وكما تشمل تلك المعاني الضمنية للرواية والتي لا تدرك غالبًا السخرية من النظام القضائي، والإستراتيجيات الخاطئة للتأقلم مع قضايا من يومنا الحالي إضافة إلى قوة الصداقة.

## سبب تسمية الرواية
ترمز كلمة "bean" أي الفاصولياء - وهي أول كلمة نطقتها تيرتل - إلى الأمل بأن المرأة التي تتعرض لسوء المعاملة قد تنهض وتشرق يومًا ما إذا تلقت رعاية كافيةً تمامًا مثل البذرة الجافة للفاصولياء التي تنمو وتزدهر بعد زراعتها. وترمزشجرة الفاصوليا والتي هي اسم آخر لكرمة الوستارية رأتها تيرتل لأول مرة في متنزه دوغ دوو إلى التحول وهي مرحلة من الحياة في خضم من الخواء. ولأشجار الفاصوليا علاقة تكافلية مع البق المسمى ريزوبيا، والتي تتحرك صعودًا ونزولًا في جذور كرمة الوستارية وتوفر شبكة تنقل العناصر الغذائية. هذه المساعدة المتبادلة ترمز إلى المساعدة والمحبة التي يقدمها البشر لبعضهم بعضًا. أشجار الفاصوليا، مثل الناس، تزدهر فقط بوجود شبكة من الدعم.

## ردود الفعل حول الرواية
لاقت هذه الرواية استحسان النقاد بشكل جيد، وأصبحت تدرس في مواد الأدب في المدارس الثانوية. وقد كَتب عنها جاك تبلر في صحيفة نيويورك تايمز "إن رواية أشجار الفاصولياء مترابطة بشكل رائع..إنها جميلة كقصيدة من الشعر، مع أنها تزخر بالواقعية The bean trees

## الروابط الخارجية
- أشجار الفاصولياء على موقع الموسوعة البريطانية (الإنجليزية)

- Free Study Guide for "The Bean Trees at TheBestNotes.com
- CliffsNotes: The Bean Trees
- The Bean Trees: A Novel (Mass Market Paperback)